# Ørnulf Andresen
Ørnulf Reidar Andresen (nascido em 6 de janeiro de 1944) é um ex-ciclista norueguês de ciclismo de estrada.
Andresen nasceu em Ski, e é irmão de Thorleif, também ciclista olímpico. Nos Jogos Olímpicos de Verão de 1968 na Cidade do México, competiu representando a Noruega em duas provas de ciclismo de estrada.